# 竹内宏気
竹内 宏気（たけうち ひろき、1993年1月29日 - ）は、日本のバドミントン選手。大阪府出身。八尾市立大正中学校、埼玉栄高等学校を経て、NTT東日本バドミントン部に加入。南関東営業部に勤務し、2016年3月に退団。2017年に北海道コンサドーレ札幌バドミントンチームに加入。世界ランク最高は87位。
2013年3月、ポーランドオープン男子ダブルスで小松崎佑也とペアを組み、準優勝。

## 主な成績
| 年     | 大会                             | 種別                         | 種目         | ペア       | 成績    |
| ------ | -------------------------------- | ---------------------------- | ------------ | ---------- | ------- |
| 2013年 | ポーランドオープン               | インターナショナルチャレンジ | 男子ダブルス | 小松崎佑也 | 準優勝  |
| 2014年 | 大阪インターナショナルチャレンジ | インターナショナルチャレンジ | 男子ダブルス | 小松崎佑也 | ベスト4 |